# Langsynethed
Ved Langsynethed (lægelatin: hyperopi eller hypermetropi) samles lysets parallelle stråler bag nethinden; øjets brydende kraft er for lille i forhold til øjenaksens længde og må derfor forstærkes. Dette kan øjet selv gøre ved at øge krummingen af linsen, dette kaldes akkommodation. Den langsynede vil derfor til stadighed akkommodere, hvilket giver anledning til hypermetropiens hyppigste symptom, astenopi eller øjentræthed, der ofte ledsages af pandehovedpine. Den vil især vise sig under læsning eller andet nærarbejde, fordi nærindstillingen i disse tilfælde kræves en stærkere akkommodation end hos den normale. Når øjet akkommoderer, vil der samtidigt tillige foregå en kontraktion af pupillen og en indaddrejning af øjnene. Hypermetropi, der er den hyppigste refraktionsanomali, kan derfor undertiden være årsag til indadskelen.
Ved langsynethed er øjets brydende kraft for lille og må forøges, hvilket kan ske med samlelinser. For at modvirke den vanemæssige akkommodation, der vil bevirke, at man ved en refraktionsbestemmelse ikke får bestemt den totale hypermetropi, må man herunder anvende den stærkeste samlelinse, hvormed patienten ser normalt. 
Aldersbetinget langsynethed (alderssyn eller presbyopi) skyldes, at linsen bliver stivere med alderen og derfor mister sin elasticitet, som gjorde den i stand til at akkommodere. Allerede i en alder af 30 vil linsens evne til at akkommodere være halveret. De fleste mærker følgerne i begyndelsen af fyrrene, hvor det vil være sværere at se ting på nært hold, mens der stadig ikke er problemer på afstand. Presbyopi korrigeres bedst med progressive brilleglas, hvor der i toppen af glasset er en styrke, som passer til brugernes syn på afstand. Jo længere ned i glasset man kommer, jo større styrke har glasset for at kompensere for brugerens problemer på nært hold.